# Poa grisebachii
Poa grisebachii är en gräsart som beskrevs av Robert Elias Fries. Poa grisebachii ingår i släktet gröen, och familjen gräs. Inga underarter finns listade i Catalogue of Life.